# 丁志诚
丁志诚（1963年12月25日），中国演员，北京人民艺术剧院演员，国家一级演员，出生于北京。
1985年进入北京人民艺术剧院。因在1999年冯小刚执导电影作品《没完没了》中饰演刑警而闻名，之后又连续出演了数部警察题材的电影及电视剧而大获成功，并塑造了一系列经典的刑警形象，且赢得了“警察专业户”的称号。